# 여주고등학교
여주고등학교(驪州高等學校)는 대한민국 경기도 여주시 교동에 위치한 사립 고등학교이다.

## 학교 연혁
- 1974년 1월 5일 : 학교법인 여흥학원 설립(4학급)
- 1974년 3월 2일 : 여흥고 초대 임창선 교장 취임
- 1989년 9월 22일 : 학칙변경 허가(전 학년 18학급 남/여 공학)
- 1992년 8월 14일 : 학교법인 동신학원으로 변경
- 1993년 3월 1일 : 여주고등학교로 교명 변경
- 1998년 5월 29일 : 학교법인 동신교육재단으로 명칭 변경
- 1999년 9월 9일 : 정태경 이사장 취임
- 2006년 9월 1일 : 경기도교육청 “ 좋은학교 만들기” 사업선정
- 2007년 9월 1일 : 경기도교육청 자율학교 지정(2007~2012)
- 2012년 9월 1일 : 경기도 교육청 혁신학교 지정 (2017.09. 재지정)
- 2022년 9월 1일 : 제12대 이상주 교장 취임
- 2023년 1월 4일 : 제47회 졸업생(157명) 졸업생 누계 10,615명

## 참고 자료
- 여주고등학교 - 한국교육학술정보원 학교알리미